# 風雨来記4
『風雨来記4』（ふうらいき4）は、日本一ソフトウェアより2021年7月8日に発売されたPlayStation 4、Nintendo Switch用ゲームソフト。

## 概要
風雨来記シリーズ第4作目で、2001年に発売された第1作目『風雨来記』から20周年での発売となる。本作では日本一ソフトウェアの所在地でもある岐阜県を舞台にバイクでのツーリングを行う。走行中の場面はシリーズで初めて動画化され、全天球カメラで撮影した360度動画が使用されている。
岐阜新聞社、ヤマハ発動機、アライヘルメットの協力を得ており、岐阜新聞社からの情報を基にした探索スポット、主人公が乗るバイク「ヤマハ・MT-10SP」、主人公が被るアライヘルメット製のヘルメットがゲーム内に反映されている。ヤマハ発動機については、ディレクターの椎名建矢の愛車がヤマハ・FZR250Rであることがコラボレーションのきっかけとなっている。

## 登場人物
主人公
中堅のルポライター。雑誌社対抗による記事コンペ「のひコン」への参加を目指し、岐阜県の各地を巡って取材を行う。
柚原 日陽
声 - 衣川里佳
鵜瀬 垂
声 - 長野佑紀
母里 ちあり
声 - 河野ひより